# 弯枝藻科
弯枝藻科（学名：Compsopogonaceae）为弯枝藻目的一个科。

## 下级分类
本科包括以下属：
- 弯枝藻属 Compsopogon Montagne, 1846
- Pulvinaster J.A.West, G.C.Zuccarello & J.L.Scott, 2007